# Baia Kislaja
La baia Kislaja (in russo Кислая губа?, Kislaja guba) è un'insenatura lungo la costa settentrionale russa, nell'oblast' di Murmansk, amministrata dal Kol'skij rajon. È situata nella parte sud-occidentale del mare di Barents.

## Geografia
La baia si apre verso nordovest, all'interno del golfo dell'Ura. Ha una lunghezza di circa 2,9 km e una larghezza massima di circa 800 m al centro.
Nella baia sfociano alcuni brevi corsi d'acqua.

In mezzo alla baia ci sono due isolotti senza nome, il maggiore dei quali è lungo 400 m e largo 220 m circa; davanti all'ingresso si trova invece l'isola Mogil'nyj e, più oltre, la grande isola Šalim.
Le coste sono quasi ovunque ripide e rocciose, con altezze che raggiungono i 96,6 m s.l.m. sul lato occidentale.
All'ingresso della baia si trova la centrale ad energia mareomotrice "Kislogubskaja", unica centrale elettrica di questo tipo presente in Russia, che sviluppa 1,7 MW.